# فيكتوريا تسيبولينكو
فيكتوريا تسيبولينكو مواليد 31 مارس 1978، هي لاعبة كرة يد أوكرانية تلعب كوسط مدافع وتحمل الرقم 20. مثلت منتخب أوكرانيا لكرة اليد للسيدات.

## سجل المنافسة
شاركت في البطولات التالية:
- بطولة أوروبا لكرة اليد للسيدات 2012